# Cowarts
Cowarts – miasto w Stanach Zjednoczonych, w stanie Alabama, w hrabstwie Houston. W roku 2023 miasto zamieszkiwało 2000 osób, a gęstość zaludnienia wynosiła 107 osób/km².